# 李塨

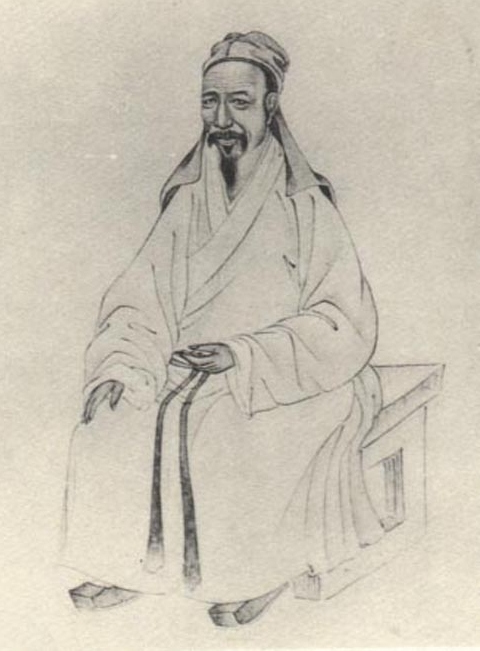
《清代學者象傳》之李塨像

李塨（1659年—1733年），字剛主，別號恕谷。直隸（今河北省）蠡縣人。清初學者，顏李學派的主要代表之一。

## 生平
李塨生於清順治十六年（1659年），四歲時，父亲口授《孝经》、古诗、《内则》、《少仪》等，八岁入小学，十五岁时，娶顏元挚友王法乾之妹为妻。十九歲中秀才，二十一歲從學於顏元，凡古今成敗經濟大端，日夜研究，並學兵法。康熙二十九年（1690年）三十一歲應鄉試中舉人，從此不應科舉。李塨平時居家行醫、講學、著述。晚年家道富饶，有人议论他“力农致富”。雍正八年（1730年），出任《畿辅通志》总裁。雍正十一年（1733年）正月病逝，生前自作墓志。

## 家族
祖父李彩。父亲李明性，以孝闻名，世称“孝慤先生”。

## 學問
李塨曾兩度南下江浙，與毛奇齡等人交遊，還曾參與編輯《毛西河全集》。他又前往京師與萬斯同等大儒論學。在學術思想上與顏元基本相同，但有差異，主要的不同表現在知行關係問題上。顏元堅持“以力行為格物”，他卻在《大學辨業》中批評顏元：“以力行為格物，是行先於知矣，倒矣。”
他對顏元的“復井田”、“復學校”深表贊同，並發展了顏元的經世之學，時稱“顏李學派”。李塨認為“紙上之閱歷多，則世事之閱歷少。筆墨之精神多，則經濟之精神少。宋明之亡以此。”認為理在事中，“天事曰天理，人事曰人理，物事曰物理”。他认为，“明之亡也，朝庙无一可倚之臣，天下无复办事之官。坐大司马堂批点《左传》，敌兵临城，赋诗进讲，其习尚至于将相方面觉建功奏绩，俱属琐屑，日夜喘息着书曰：‘此传世业也。’以致天下鱼烂河决，生民涂毒。嗚呼，誰生厲階哉！”王法乾对李塨评价曰：“吾近狷，兄近狂，李妹夫乃近中行也。”
著述甚多，主要的有：《四書傳註》、《周易傳註》、《傳註問》、《大學辨業》、《擬太平策》、《平書訂》、《瘳忘編》等。

## 墓葬
李恕谷墓位於蠡縣留史鎮西曹佐村北500米處。2001年2月，该墓被列为河北省文物保护单位。

### 引用
1. ↑  馮辰．劉調贊撰：《李塨年譜》（北京：中華書局，1988年）卷3，42歲條
2. ↑  《恕谷後集·與方靈皋書》